# Sabine Maehnert

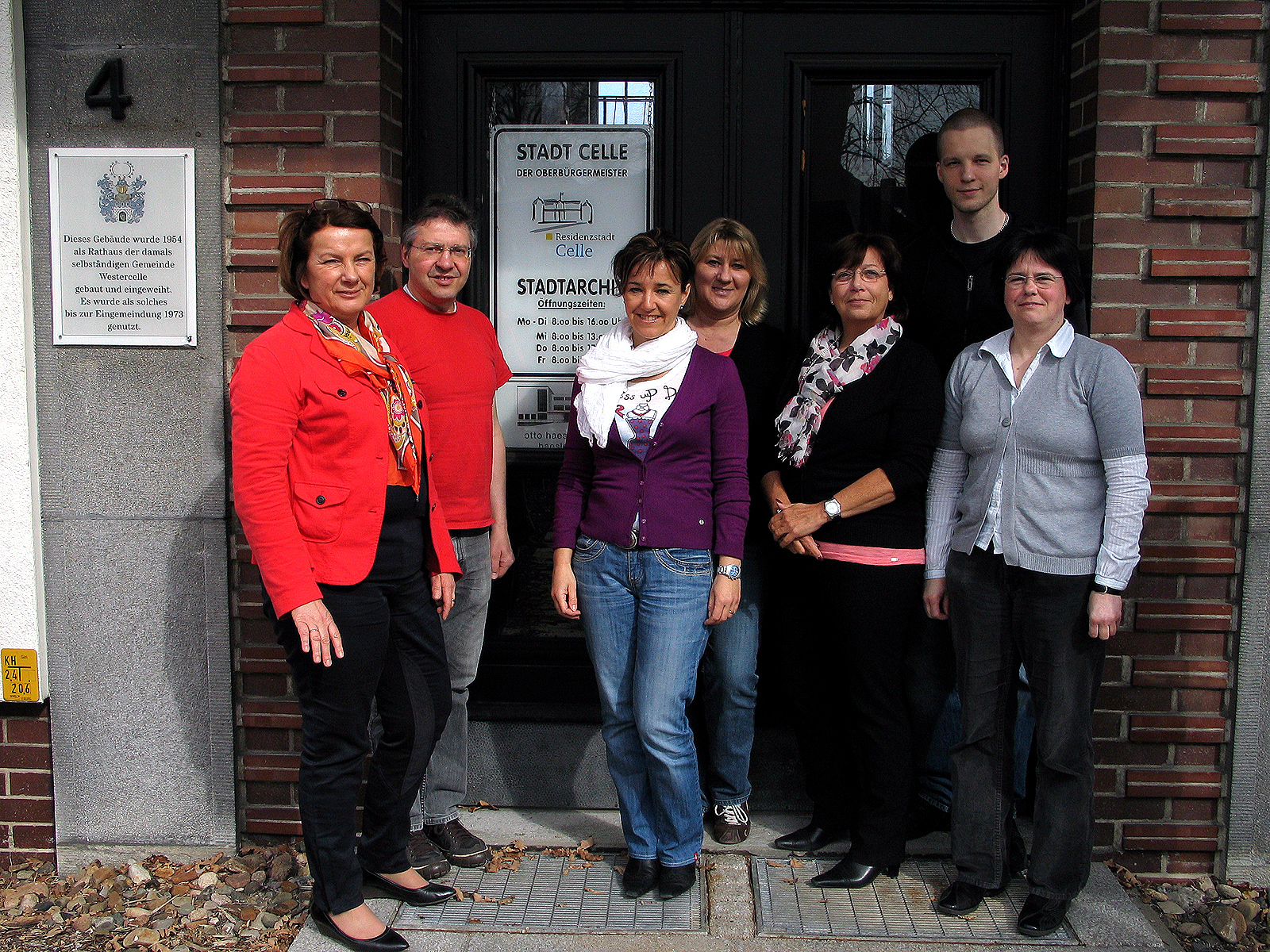
Sabine Maehnert (ganz links) 2013 mit ihrem Team vom Stadtarchiv Celle

Sabine Maehnert (* 1955 in Hildesheim) ist eine deutsche Archivarin und war bis zum Eintritt des Ruhestands Ende 2020 Leiterin des Stadtarchivs Celle.

## Leben
Geboren 1955 in Hildesheim, wuchs Sabine Maehnert ab ihrem zweiten Lebensjahr in Celle auf. Nach ihrem Abitur ging sie nach Marburg und legte dort an der damaligen Fachhochschule, der Archivschule Marburg, ihr Diplom als Archivarin ab. 1978 wurde sie im Stadtarchiv Celle tätig, wo sie zunächst vor allem in jahrelanger Kleinarbeit Archivalien sichtete, ordnete und verzeichnete.
Wissenschaftlich widmete sich Maehnert zahlreichen Themen der Stadtgeschichte, vor allem der Geschichte der Juden und der Hugenotten in Celle sowie der Aufarbeitung der örtlichen Geschichte des Nationalsozialismus. Viele ihrer Veröffentlichungen sind interdisziplinär mit anderen Autoren zusammen erschienen. Auch auf die Bauten des Architekten Otto Haesler in Celle richtete sie ihr Augenmerk, da das Otto Haesler-Archiv im Stadtarchiv aufbewahrt wird. Neben Buchbeiträgen veröffentlichte Sabine Maehnert zahlreiche Aufsätze, darunter in der „Celler Chronik“ (die sie redaktionell mit betreut) und im „Sachsenspiegel“, der heimatgeschichtlichen Wochenbeilage der Celleschen Zeitung.
Maehnert war maßgeblich beteiligt an der Ausgestaltung der Synagoge Celle zu Ausstellungs- und Bildungszwecken, organisierte eine Ausstellung zu den Hugenotten im Celler Schloss und führte Interessierte persönlich über den jüdischen Friedhof in Celle.
Wichtigen Anteil hatte Sabine Maehnert am Zustandekommen des Veranstalterverbundes der Gesellschaft für Christlich-Jüdische Zusammenarbeit mit der jüdischen Gemeinde Celle und dem Celler Stadtarchiv. Für das Stadtarchiv und die Synagoge Celle lud Sabine Maehnert zahlreiche namhafte Referenten zu Vorträgen nach Celle und organisierte vielfach Begleitungen, Betreuungen und Führungen für Besucher der Stadt Celle.
Sabine Maehnert war am Zustandekommen der Städtepartnerschaft zwischen Celle und der Stadt Mazkeret Batya in Israel beteiligt. Gemeinsam mit ihrem Ehemann, dem Historiker, Lehrer und Journalisten Carsten Maehnert leitete sie  Studienreisen des Museumsvereins Celle.
2012 wurde Sabine Maehnert mit dem „Ehrenamtspreis“ der Arbeitsgemeinschaft sozialdemokratischer Frauen (AsF) ausgezeichnet.

## Schriften (Auswahl)
- mit Andreas Flick und Angelica Hack: Hugenotten in Celle. Katalog zur Ausstellung im Celler Schloss 9. April – 8. Mai 1994. Stadt Celle, Celle 1994, ISBN 3-925902-19-8.
- mit Andreas Flick: Archivbestände der Französisch-Reformierten Gemeinden Lüneburg und Celle sowie der Deutsch-Reformierten Gemeinde Celle. Mit einer geschichtlichen Einleitung und einer Bibliographie (= Geschichtsblätter des Deutschen Hugenotten-Vereins. Band 24; = Kleine Schriften zur Celler Stadtgeschichte. Band 1). Stadtarchiv Celle, Celle 1997, ISBN 3-925902-26-0.
- mit Brigitte Streich: Über den Dächern von Celle. Historische Fotografien. Wartberg-Verlag, Gudensberg-Gleichen 2001, ISBN 3-8313-1007-6.
- mit Kathrin Panne: Ein Rundgang durch das alte Celle. Wartberg-Verlag, Gudensberg-Gleichen 2003, ISBN 3-8313-1139-0.
- mit Joachim Piper (Red.) und Anne Riege u. a.: Stolpersteine. Spurensuche in Celle. Gesellschaft für Christlich-Jüdische Zusammenarbeit Celle, Celle 2008, ISBN 978-3-925902-66-6.
- mit Rolf-Jürgen Grote (Hrsg.): Das Alte Rathaus von Celle. Die Sanierung der barocken Fassadenmalerei (= Celler Beiträge zur Landes- und Kulturgeschichte. Band 39; = Arbeitshefte zur Denkmalpflege in Niedersachsen. Heft 35). Niemeyer, Hameln 2010, ISBN 978-3-8271-8035-3.
- mit Andreas Flick, Eckart Rüsch, Norbert Steinau: Die Westceller Vorstadt. Celles barocke Stadterweiterung. Geschichte und Bauten (= Celler Beiträge zur Landes- und Kulturgeschichte, Bd. 40), Celle 2010, ISBN 978-3-925902-76-5.
- mit Sibylle Obenaus und Tim Wegener: Jüdische Gemeinde in Celle. Dokumentation zur Ausstellung (= Kleine Schriften zur Celler Stadtgeschichte. Band 15). Stadt Celle, Celle 2014, ISBN 978-3-925902-90-1. (deutsch, englisch)
- Celle verändert sich. In: Kontakte. Stadtkirche St. Marien Celle. Ausgabe 3-2020, S. 8-11, Digitalisat (mit autobiographischen Hinweisen).